# 장 구노

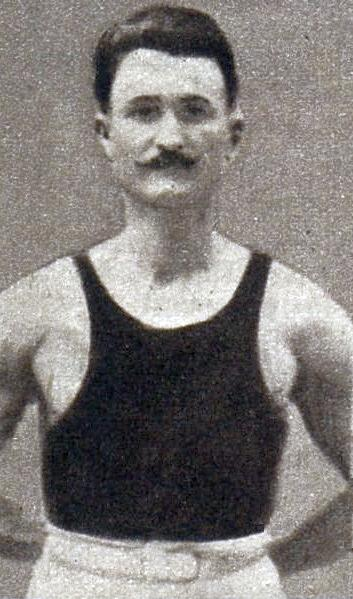

장 구노(프랑스어: Jean Gounot, 1894년 4월 9일 ~ 1978년 1월 16일)는 프랑스의 체조 선수였다.
느베르에서 태어난 구노는 1920년 안트베르펜 올림픽에 첫 데뷔하여 개인 종합전 동메달을 획득하였다.
4년 후 파리 올림픽에서 사이드호스 안마와 단체전에서 2위를 하였다.